# Lijst van Alarmschijven in 2010
Deze hits waren in 2010 Alarmschijf op Radio 538:
| Nr.  | Datum        | Artiest                      | Titel                     | Hoogste positie in Top 40 |
| ---- | ------------ | ---------------------------- | ------------------------- | ------------------------- |
| 2070 | 2 januari    | Lifehouse                    | Halfway Gone              | 14                        |
| 2071 | 9 januari    | Iyaz                         | Replay                    | 2                         |
| 2072 | 16 januari   | Cheryl Cole                  | Fight for This Love       | 2                         |
| 2073 | 23 januari   | Lady Gaga ft. Beyoncé        | Telephone                 | 6                         |
| 2074 | 30 januari   | Carolina Liar                | I'm Not Over              | 30                        |
| 2075 | 6 februari   | Robbie Williams              | Morning Sun               | 19                        |
| 2076 | 13 februari  | Ke$ha ft. 3OH!3              | Blah Blah Blah            | 32                        |
| 2077 | 20 februari  | Snow Patrol                  | Run                       | 22                        |
| 2078 | 27 februari  | Jason Derülo                 | In My Head                | 13                        |
| 2079 | 6 maart      | John Mayer                   | Heartbreak Warfare        | 3                         |
| 2080 | 13 maart     | B.o.B ft. Bruno Mars         | Nothin' on You            | 1(2wk)                    |
| 2081 | 20 maart     | Adam Lambert                 | Whataya Want from Me      | 7                         |
| 2082 | 27 maart     | Biffy Clyro                  | Many of Horror            | 24                        |
| 2083 | 3 april      | Kane                         | In Over My Head           | 27                        |
| 2084 | 10 april     | Christina Aguilera           | Not Myself Tonight        | 18                        |
| 2085 | 17 april     | DI-RECT                      | This Is Who We Are        | 15                        |
| 2086 | 24 april     | Scouting for Girls           | This Ain't a Love Song    | 13                        |
| 2087 | 1 mei        | Ke$ha                        | Your Love Is My Drug      | 22                        |
| 2088 | 8 mei        | Iyaz                         | Solo                      | 20                        |
| 2089 | 15 mei       | Lady Gaga                    | Alejandro                 | 4                         |
| 2090 | 22 mei       | Katy Perry ft. Snoop Dogg    | California Gurls          | 2                         |
| 2091 | 29 mei       | Cheryl Cole ft. Will.i.am    | 3 Words                   | 20                        |
| 2092 | 5 juni       | Enrique Iglesias ft. Pitbull | I Like It                 | 13                        |
| 2093 | 12 juni      | John Mayer ft. Taylor Swift  | Half of My Heart          | 15                        |
| 2094 | 19 juni      | B.o.B ft. Hayley Williams    | Airplanes                 | 4                         |
| 2095 | 26 juni      | DI-RECT                      | Hold On                   | 23                        |
| 2096 | 3 juli       | Eminem ft. Rihanna           | Love the Way You Lie      | 4                         |
| 2097 | 10 juli      | OneRepublic                  | Secrets                   | 15                        |
| 2098 | 17 juli      | Nickelback                   | This Afternoon            | 24                        |
| 2099 | 24 juli      | Flo Rida ft. David Guetta    | Club Can't Handle Me      | 2                         |
| 2100 | 31 juli      | Usher ft. Pitbull            | DJ Got Us Fallin' in Love | 5                         |
| 2101 | 7 augustus   | Katy Perry                   | Teenage Dream             | 4                         |
| 2102 | 14 augustus  | Mohombi                      | Bumpy Ride                | 1(1wk)                    |
| 2103 | 21 augustus  | Lifehouse                    | All In                    | 21                        |
| 2104 | 28 augustus  | The Script                   | For the First Time        | 16                        |
| 2105 | 4 september  | Cee Lo Green                 | F**k You!                 | 1(3wk)                    |
| 2106 | 11 september | Scouting for Girls           | Famous                    | 21                        |
| 2107 | 18 september | Rihanna                      | Only Girl (In the World)  | 2                         |
| 2108 | 25 september | Bruno Mars                   | Just the Way You Are      | 1(11wk)                   |
| 2109 | 2 oktober    | James Blunt                  | Stay the Night            | 5                         |
| 2110 | 9 oktober    | Taio Cruz                    | Dynamite                  | 3                         |
| 2111 | 16 oktober   | P!nk                         | Raise Your Glass          | 4                         |
| 2112 | 23 oktober   | Will.i.am & Nicki Minaj      | Check It Out              | 27                        |
| 2113 | 30 oktober   | Katy Perry                   | Firework                  | 8                         |
| 2114 | 6 november   | B.o.B ft. Rivers Cuomo       | Magic                     | 6                         |
| 2115 | 13 november  | Travie McCoy                 | We'll Be Alright          | 22                        |
| 2116 | 20 november  | John Mayer                   | Perfectly Lonely          | 9                         |
| 2117 | 27 november  | Nelly                        | Just a Dream              | 10                        |
| 2118 | 4 december   | VanVelzen                    | Take Me In                | 25                        |
| 2119 | 11 december  | Rihanna ft. Drake            | What's My Name?           | 23                        |
| 2120 | 18 december  | Bruno Mars                   | Grenade                   | 2                         |
| 2121 | 25 december  | P!nk                         | F**kin' Perfect           | 6                         |

1969 ·
1970 ·
1971 ·
1972 ·
1973 ·
1974 ·
1975 ·
1976 ·
1977 ·
1978 ·
1979 ·
1980 ·
1981 ·
1982 ·
1983 ·
1984 ·
1985 ·
1986 ·
1987 ·
1988 ·
1989 · 
1990 · 
1991 · 
1992 · 
1993 · 
1994 · 
1995 · 
1996 · 
1997 · 
1998 · 
1999 · 
2000 · 
2001 · 
2002 · 
2003 · 
2004 · 
2005 · 
2006 · 
2007 · 
2008 · 
2009 ·
2010 ·
2011 ·
2012 ·
2013 ·
2014 ·
2015 ·
2016 ·
2017 ·
2018 ·
2019 ·
2020 ·
2021 ·
2022 ·
2023 ·
2024 ·
2025